# Antonio Muñoz (tennista)
Antonio Muñoz (Barcellona, 1º marzo 1951) è un ex tennista spagnolo.

## Carriera
In carriera ha vinto tre titoli di doppio. Nei tornei del Grande Slam ha ottenuto il suo miglior risultato raggiungendo i quarti di finale di doppio all'Open di Francia nel 1972, e agli US Open sempre nello stesso anno, entrambi in coppia con il connazionale Andrés Gimeno.
In Coppa Davis ha disputato un totale di 15 partite, collezionando 6 vittorie e 9 sconfitte.

## Statistiche

### Doppio

#### Vittorie (3)
| Numero | Anno            | Torneo                           | Superficie  | Compagno          | Avversari in finale                   | Punteggio          |
| 1.     | 19 maggio 1974  | BMW Open, Monaco di Baviera      | Terra rossa | Manuel Orantes    | Jürgen Fassbender Hans-Jürgen Pohmann | 2-6, 6-4, 7-6, 6-2 |
| 2.     | 13 ottobre 1974 | Madrid Tennis Grand Prix, Madrid | Terra rossa | Patrice Dominguez | Brian Gottfried Raúl Ramírez          | 6-1, 6-3           |
| 3.     | 17 luglio 1977  | Dutch Open, Hilversum            | Terra rossa | José Higueras     | Jean-Louis Haillet François Jauffret  | 6-1, 6-4, 2-6, 6-1 |

#### Finali perse (4)
| Numero | Anno             | Torneo                           | Superficie  | Compagno       | Avversari in finale        | Punteggio          |
| 1.     | 14 ottobre 1973  | Torneo Godó, Barcellona          | Terra rossa | Manuel Orantes | Ilie Năstase Tom Okker     | 6-4, 3-6, 2-6      |
| 2.     | 16 ottobre 1977  | Madrid Tennis Grand Prix, Madrid | Terra rossa | Manuel Orantes | Bob Hewitt Frew McMillan   | 7-6, 6-7, 3-6, 1-6 |
| 3.     | 27 novembre 1977 | ATP Buenos Aires, Buenos Aires   | Terra rossa | Ricardo Cano   | Ion Țiriac Guillermo Vilas | 4-6, 0-6           |
| 4.     | 21 maggio 1978   | ATP German Open, Amburgo         | Terra rossa | Víctor Pecci   | Wojciech Fibak Tom Okker   | 2-6, 4-6           |